# Цанг Ньон Херука
Цанг Ньон Херука (1452 – 1507) е Тибетски Будистки Лама от линията Кагю, а също и писател, важен биограф на Миларепа. Цанг Ньон Херука се смята за основоположник на агиографична литературна школа, тъй като много от основните му ученици също остават в историята като автори на биографии на Тилопа, Наропа, Речунгпа, на самия Цанг Ньон, както и на други учители. Днес той е най-известен с биографичната „Животът на Миларепа“ и сборниците „Стоте хиляди песни на Миларепа“ и песните на Марпа Преводача. Тези книги са интересни както като Тибетска литературна класика, така и като важни произведения от приемствеността на школата.
Цанг Ньон Херука е един „лудите йоги“ на Тибет, известни с това име заради ексцентричния си начин на живот и високата си реализация. Като млад бива ръкоположен за монах, но на двадесет години връща обетите си започва интензивна практика под ръководството на тантрични майстори от различни школи. Негов първи учител е Шара Рабджампа Сандже Сенге (1427 – 1470), който го въвежда в устната приемственост на Кагю. Цанг Ньон Херука прекарва години на самотна медитация в планините Цари, където са медитирали много от майсторите на Кагю. Пребивава също за три години в манастира Пелкор Чоде в Гянце в изучаване на тантрите. Оттогава насетне до края на живота си той е скитащ йогин и никъде не се задържа трайно.